# Marjorie Lewty
Marjorie Lewty, geboren als Marjorie Lobb (* 8. April 1906 in Wallasey, Vereinigtes Königreich; † 21. Januar 2002 in Leamington Spa, Vereinigtes Königreich) war eine britische Autorin von Kurzromanen und über 45 Liebes- und Familienromanen, die von 1958 bis 1999 im Verlag Mills & Boon erschienen.

## Biografie
Marjorie Lobbs Eltern waren James Lobb, Seemann der Handelsmarine und Mabel Lobb, Managerin des Kinos Queen's Cinema in Liverpool. Lobb studierte an der 1910 gegründeten Queen Mary High School in Liverpool. Ihre Pläne, an einer Universität Wissenschaften zu studieren, wurden durch den Tod ihres Vaters verhindert. Sie war gezwungen, ab 1923 einen verhassten Job im Sekretariat der District Bank Ltd. auszuüben, bis sie 1933 Richard Arthur Lewty, einen Liverpooler Dentalchirurgen, heiratete. Sie hatten einen Sohn, Simon Lewty, und eine Tochter, Deborah Bornoff. Nach ihrer Hochzeit begann sie, Kurzgeschichten zu schreiben, die in Magazinen veröffentlicht wurden. 1958 verkaufte sie ihren ersten Liebesroman an Mills & Boon. Ihren letzten Roman schrieb sie 1999. Ihr Ehemann starb 1978. Sie selbst verstarb am 21. Januar 2002.

## Werke

### Romane
- Never Call It Loving (1958)
- The Million Stars (1959)
- Imperfect Secretary (1959)
- The Lucky One (1961)
- This Must Be for Ever (1962)
- Alex Rayner, Dental Nurse (1965)
- Dental Nurse At Denley's (1968)
- Town Nurse - Country Nurse (1970)
- The Extraordinary Engagement (1972)
- Rest Is Magic (1973)
- All Made of Wishes (1974)
- Flowers in Stony Places (1975)
- Fire in the Diamond (1976)
- To Catch a Butterfly (1977)
- Time and the Loving (1977)
- The Short Engagement (1978)
- A Very Special Man (1979)
- Certain Smile (1979)
- Prisoner in Paradise (1980)
- Love Is a Dangerous Game (1980)
- Beyond the Lagoon (1981)
- Girl Betwitched (1981)
- Makeshift Marriage (1982)
- Dangerous Male (1983)
- One Who Kisses (1983)
- Lover's Knot (1984)
- Riviera Romance (1984)
- Acapulco Moonlight (1985)
- Lake in Kyoto (1985)
- Villa in the sun (1986)
- In Love with the Man (1986)
- Honeymoon Island (1987)
- Bittersweet Honeymoon (1988)
- Falling in Love Again (1988)
- Kiss Is Still a Kiss (1989)
- Lightning Strike (1990)
- Man-trap (1990)
- Deep Water (1991)
- The Beginning of the Affair (1992)
- Little White Lies (1993)
- Step in the Dark (1994)
- An Ambitious Heart (1995)
- Misleading Engagement (1996)
- A Real Engagement (1999)

### Sammelbände
- Runaway Visitors / Tower of the Winds / Rest is Magic (1977) (mit Eleanor Farnes und Elizabeth Hunter)
- Shadows on the Sand / All Made of Wishes / Sweet Roots and Honey (1979) (mit Elizabeth Hoy und Gwen Westwood)
- Velvet Spur / The Habit of Love / Extraordinary Engagement (1979) (mit Jane Arbor und Joyce Dingwell)
- Flowers In Stony Places / The Flight Of The Hawk / Ross of Silver Ridge (1981) (mit Rebecca Stratton und Gwen Westwood)
- The Beach of Sweet Returns / To Catch a Butterfly / Heart in the Sunlight (1982) (mit Margery Hilton)
- The House in the Foothills / The Short Engagement / Henrietta's Own Castle (1986) (mit Mons Daveson und Betty Neels)